# Lembeck
Lembeck este un sat din distritul Recklinghausen, el a fost integrat la Dorsten în ianuarie 1975. În prezent localitatea are 5.356 loc. (2006) fiind cunoscut în regiune după castelul Lembeck.

## Istoric
Lembeck este amintit pentru prima oară în 1017 în documentele istorice. Numele lui este dat după episcopul Adolf von Lembeck, care era proprietarul localității. Proprietatea a fost preluată ulterior de castelanii  Lembeck, care aveau reședința în castelul din apropiere. Din anul 1975 satul aparține de orașul Dorsten.

## Amplasare geografică
Lembeck se întinde pe suprafața de 52,7 km², suprafață care aparține în mare parte orașului Dorsten. La nord de Lembeck se află comuna Reken, la est orașul Haltern am See, iar la nord-vest  comuna Heiden (Münsterland).

## Economie
În Lembeck există 2 centre industriale, una pe strada Zur Reithalle și alta pe strada Krusenhof. Înspre regiunea împădurită se poate vedea castelul Lembeck, care este clădit în stil baroc. În regiune se produce curent de natură bioenergetică, ca și produse bio de firma Loick AG.